# 토머스 애시

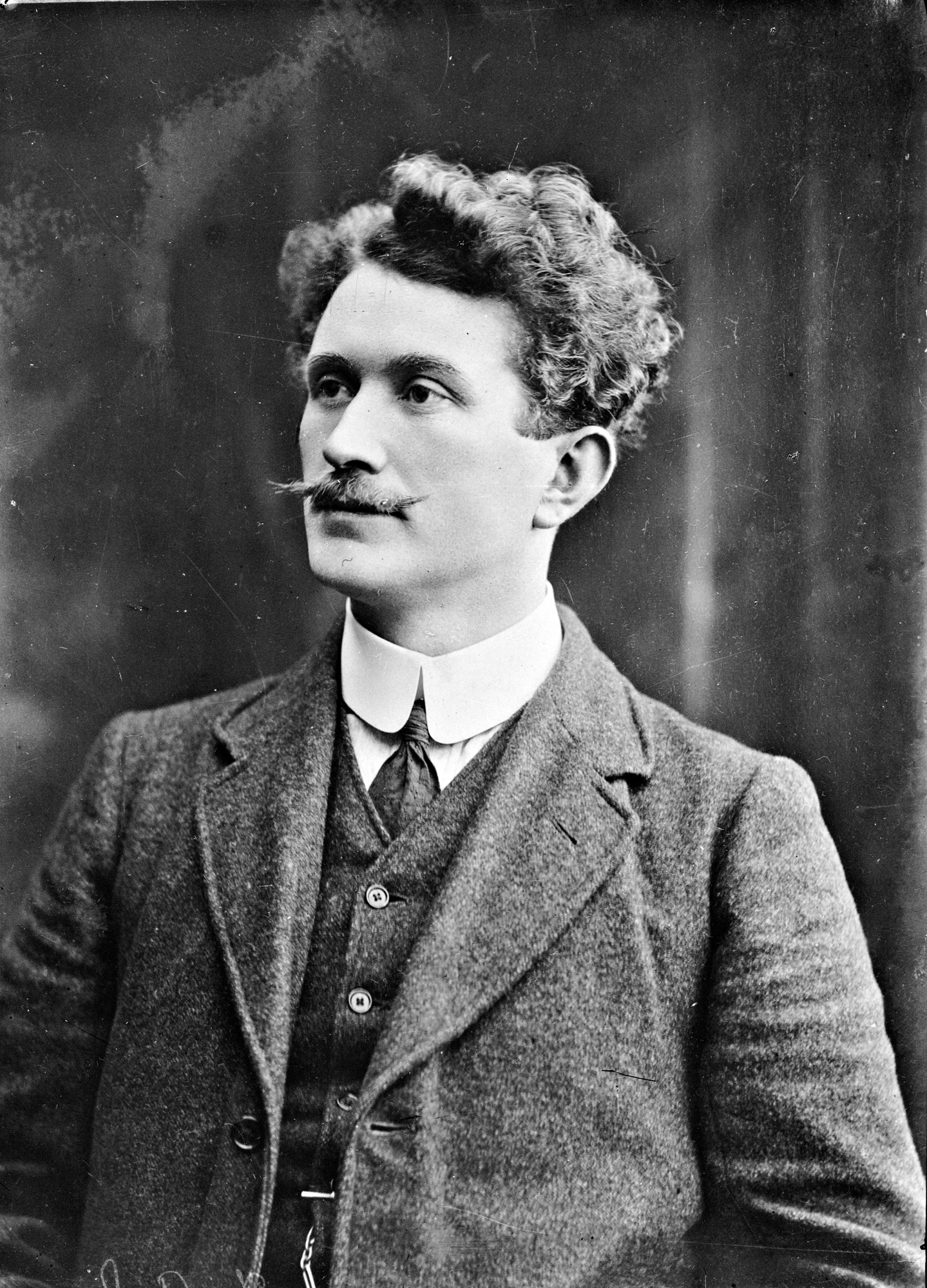

토머스 패트릭 애시(영어: Thomas Patrick Ashe, 아일랜드어: Tomás Pádraig Ághas 토마스 파드라그 아가스, 1885년 1월 12일 ~ 1917년 9월 25일)는 아일랜드의 독립운동가로, 게일 동맹, 아일랜드 공화주의 형제단 단원이었으며 아일랜드 의용군 창립 멤버였다.
1916년 부활절 봉기 때 아일랜드 의용군의 1개 대대 병력을 이끌고 참여했다. 1917년 영국 정부에 압력을 가하기 위해 에이먼 데 벌레라, 토머스 헌터와 함께 단식투쟁에 돌입했다가 굶어 죽었다.